# Калафато, Евстафия
Святая Евстафия Смеральда Калафато (Евстафия Мессинская; итал. Eustochia Smeralda Calafato, 25 марта 1434, Мессина, Сицилия — 20 января 1485, Мессина, Сицилия) — итальянская клариссинка, католическая святая. Покровительница Мессины.
Родилась в деревне Сантиссима Аннунциата, недалеко от Мессины, Италия. Главным источником информации о святой является биография, написанная через два года после её смерти одной из монахинь, сестрой Якопой Полличино, дочерью барона Торторичи. Биография была обнаружена только в 1940-х годах.

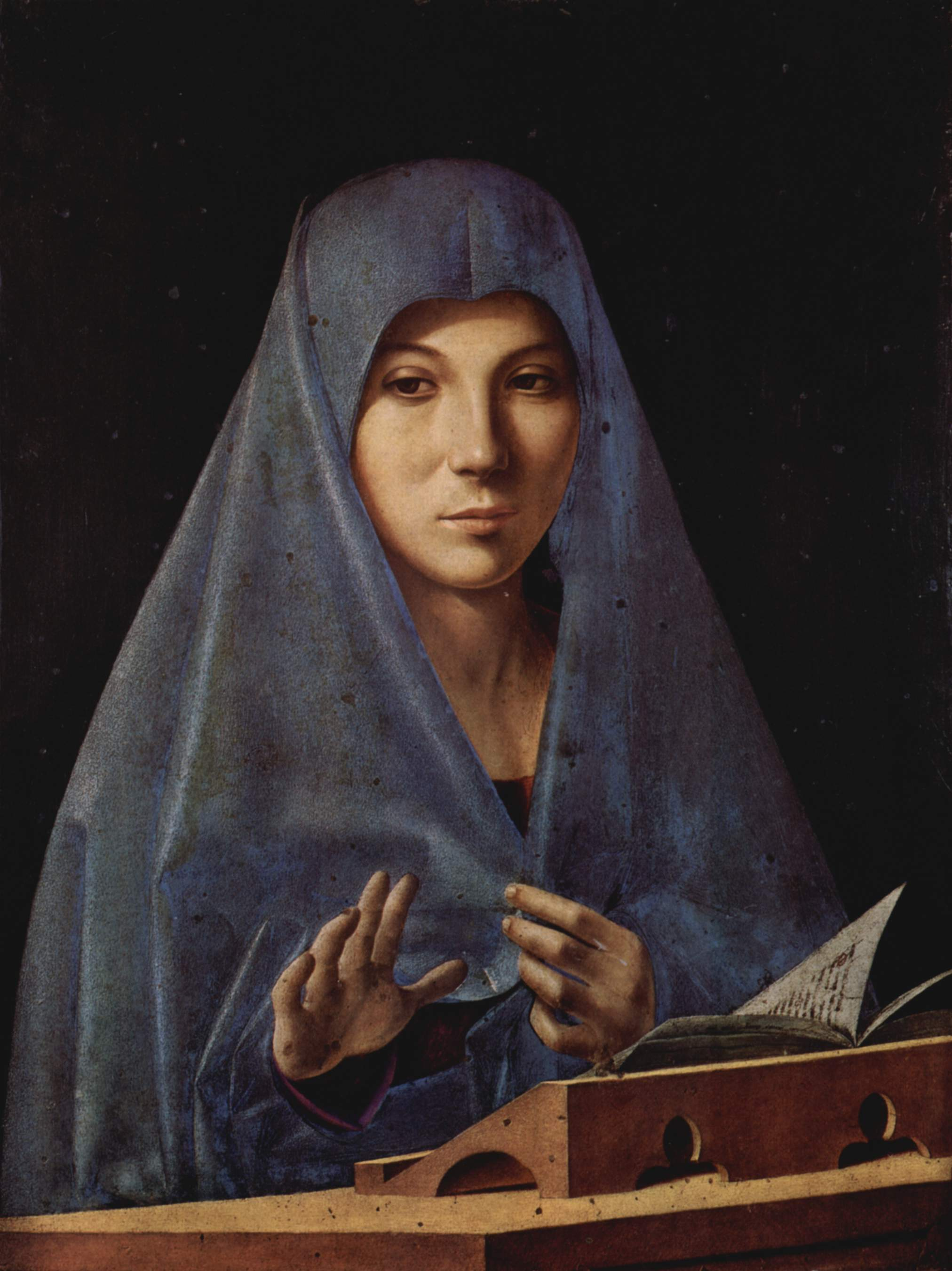
Мария Аннунциата. Ок. 1476 г. Национальный музей, Палермо.

Святая Евстафия, урождённая Смеральда Калафато, была дочерью Бернардо Калафато, богатого купца из Мессины, и Маскальды Романо. С раннего возраста была известна своей красотой. В 15-летнем возрасте вопреки желанию родителей решила стать монахиней в клариссинском монастыре Басико. Её братья угрожали сжечь монастырь, если она не откажется от задуманного, но девушку это не остановило. Взяв имя Евстафия, она более десяти лет провела в Басико, где была известна за своё религиозное рвение и аскезы. Она часто бдела, постилась и умерщвляла плоть.
Святая Евстафия превозносила обет бедности, который приносили клариссинки, но чувствовала, что в монастыре Басико этот обет недостаточно строго соблюдался. Договорившись с сёстрами и настоятельницей и с одобрения папы Каликст III, в 1464 году она решила основать новый монастырь, который стал известен как Монтеверджин («Гора Богородицы»). Строительство было завершено за счёт средств, пожертвованных богатым родственником. Святая Евстафия была избрана настоятельницей, и на момент её смерти в монастыре проживало пятьдесят сестёр.
Беатифицирована 14 сентября 1782 года папой Пием VI, канонизирована 11 июня 1988 года папой Иоанном Павлом II. День памяти — 20 января.
Нетленные мощи святой находятся в основанном ею монастыре Монтеверджин в Мессине.
Предположительно с Калафато была написана «Мария Аннунциата» Антонелло да Мессины.